# Верманы
Верман (нем. Wöhrmann) — русский дворянский и баронский род, происходивший из жителей города Риги, переселившихся в XVIII веке туда из Любека.

## Дворянская ветвь
В 1849 году потомственный почётный гражданин, купец 1-й гильдии Кристиан Генрих (IV) Вернер (род. 1814, ум. 1874) получил потомственное дворянство Российской империи.

## Первая баронская ветвь
Грамотой Эрнста II герцога Саксен-Кобург-Готского, от 8 октября 1852 года, Кристиан-Генрих (III) Верман (род. 1810, ум. 1870), наследный господин Вендишбора и Зимзельвица (Erbherren auf Wendish-Bora und Simselwitz), возведён, с нисходящим его потомством, в баронское достоинство герцогства Саксен-Кобургского-Готского, став родоначальником саксонской баронской ветви рода.
Титул подтверждён в Королевстве Саксония 28 января 1853 года.

## Вторая баронская ветвь
Грамотой Эрнста II герцога Саксен-Кобург-Готского, от 27 июня / 9 июля 1859 года, потомственный почётный гражданин, купец 1-й гильдии, русский подданный Иван (Иоганн-Кристоф) Верман (род. 1826, ум. ?) возведён, с нисходящим его потомством, в баронское достоинство герцогства Саксен-Кобургского-Готского.
Высочайшим указом, от 21 августа 1860 года, разрешено ему пользоваться титулом барона и правами потомственного дворянства в России.
Род угас по состоянию на 1910 год.

## Родословная
- Генрих (I) (Hinrich Woehrmann; род. 1632, Любек). Жена: Кристина, урожд. Фёлькер (Christine, geb. Völker)
  - Юрген (Jürgen (Georg); род. 01.04.1672, Любек, ум. 1735). Жена: Мария, урожд. Зуерманн (Marie Suermann; род. 1674, ум. 15.07.1731, Любек), дочь Генриха Зуерманна (Hinrich Suermann; ум. 1719) и Маргариты, урожд. Геелродс (Margareta, geb. Geelrods, ум. 1719).
    - Генрих (II) (Hinrich; род. 06.05.1702, Любек, ум. 08.10.1785, там же). Жена: Катарина Энгель, урожд. Тесдорф (Catharina Engel, geb. Tesdorph; род. 1715, ум. 1789, Любек), дочь Петера-Генриха Тесдорфа (Peter Hinrich Tesdorf; род. 1681, Любек, ум. 1721) и Катарины, урожд. Гюбенс (Catharina, geb. Hübens; род. 1694, Любек, ум. 1771).
      - Кристиан-Генрих (I) (Christian Heinrich; род. 02.09.1737, Любек, ум. 1813 (1812), Рига). Переселился около 1763 года в Ригу. Жена: Анна-Гертруда, урожд. Эбель (1750—1827), дочь купца Самуэля Эбеля (Samuel Ebel; ум. 02.01.1758) и Урсулы, урожд. Гартвиг (Ursula, geb. Hartwig; ум. 30.04.1752, Рига).
        - Генрих (III) (Heinrich; род. 1773, ум. 1810, Рига). Жена: Каролина-Эрнестина, урожд. Крюгер (Carolina Ernestina, geb. Krüger; ум. 1837, Рига).
        - Урсула-Каролина (Ursula Caroline; род. 01.04.1775, Рига, ум. 10.04.1845, там же). Муж: Иоганн-Мартин Пандер (Johann Martin Pander; род. 15.06.1765, Рига, ум. 21.09.1842, там же), сын Петера Пандера (Peter Pander; род. хх.05.1729, Рига, ум. 10.07.1815, там же) и Марии, урожд. Раймерс (Maria, geb. Reimers).
        - Кристиан-Генрих (II) (Christian Heinrich; род. 1779, Рига, ум. хх.05.1824, Дрезден, Саксония). Жёны: 1. Элиза, урожд. Скугалл (Eliza Scougall), дочь Джорджа Скугалла (George Scougall, Esq. of St. Petersburg and Lambeth; род. 06.02.1756, South Leith, Мидлотиан, Шотландия, ум. 1826, Лондон) и Кэтрин, урожд. Мадрич (Catherine Elizabeth Mudrich). От этого брака один сын. 2. Каролина-Эрнестина, урожд. Крюгер (Carolina Ernestina, geb. Krüger; ум. 1837, Рига). От этого брака два сына и две дочери.
          - Кристиан-Генрих (III) 1-й барон фон Верман (08.10.1852) (Christian Heinrich von Wöhrmann, Freiherr von Wöhrmann; род. 20.09 / 04.10.1810, Лондон, ум. 19.06.1870, Дрезден). Жена (1845): Доротея-Вильгельмина-Виргиния, урожд. Верман (Dorothea Wilhemine Virginie, geb. Wöhrmann; род. 1825, Рига, ум. 1890), его кузина.
            - Эдуард (II) (Eduard; род. 1848, ум. 1879).
            - Кристиан-Генрих (V) (Christian Heinrich; род. 1849, ум. 1932). Жена (14.12.1875): Александра Васильевна Жуковская (род. 11.11.1842, ум. 26.08.1912). Без потомства.
            - Вольдемар (Woldemar; род. 1851, ум. 1909).
            - Камилло (Camillo; род. 1852, ум. 1944).
            - Александр (Alexander; род. 1854, ум. 1917).
            - Анна (Anna; род. 07.10.1857, Вендишбора, ум. 16.12.1934, там же). Муж: Генрих-Габриель фон Швердтнер (Heinrich Gabriel von Schwerdtner; род. 03.06.1852, Дрезден, ум. 24.04.1931, Вендишбора), сын Фридриха-Лео фон Швердтнера (Friedrich Leo von Schwerdtner; род. 30.08.1824, ум. 1859) и Анны, урожд. фон Эйнард (Anna, geb. Eynard; род. 14.07.1830, ум. 1908).
            - Виргиния (Virginia; род. 1863, ум. 1940).

          - Эдуард (I) (Eduard).
          - Эвелина (Evelyne). Муж: Леон фон Роланд (Leon von Rohland).
          - дочь
          - дочь

        - дочь (род. 1782, Любек).
        - Анна-Гертруда-Мария (Anna Gerdtrut Maria; род. 06.10.1782, Рига).
        - Иоганн Кристоф (Johann Christoph; род. 06.07.1784, Рига, ум. 21.08/02.09.1843, Франценсбад, Чехия). Жена (1807): Цецилия-Вильгельмина, урожд. Кульман (Cäcilie Wilhelmine, geb. Kuhlmann; род. 1788, Любек, ум. 1840, Рига).
          - Кристиан Генрих (IV) (Christian Heinrich; род. 16/28.11.1814, Рига, ум. 25.03.1874, Ментона, Франция) Жена (12.04.1844): Варвара Павловна, урожд. Купреянова (род. 18.10.1823, ум. 13.04.1889), дочь Павла Яковлевича Купреянова (род. 04.08.1789, ум. 23.03.1874).
            - Павел Христианович фон Верман (род. 11.02.1845, ум. 14.02.1865).
            - Мария (род. 10.05.1846, Рига). Муж: Альфред Армитстед.
            - Сесиль (род. 10.06.1849).
            - Иван Христианович фон Верман (род. 02.10.1850, ум. 1893), камер-юнкер, коллежский асессор, состоящий при Министерстве народного просвещения, почётный мировой судья Рижско-Вольмарского уезда. Жена: Софья Петровна, урожд. княжна Урусова (род. 1853, ум. 1928), дочь князя Петра Александровича Урусова (род. 1810, ум. 1890) и Екатерины Николаевны, урожд. Сипягиной (род. 1827, ум. 1894).
            - Зинаида (род. 07.08.1854, ум. хх.02.1917, Симбирск). Муж: барон Павел Альбертович (Пауль-Альберт-Ульрих-Карл) фон Шлиппенбах (Paul Albert Ulrich Carl von Schlippenbach; род. 10.01.1836, Митава, ум. 02.02.1915, Туккум, Курляндская губ.), сын барона Альберта-Генриха-Ульриха фон Шлиппенбаха (Albert Heinrich Ulrich von Schlippenbach; род. 02.04.1804, Газенпот, Курляндская губ., ум. 24.10.1885, Митава) и Паулины, урожд. фон Фиркс (Pauline, geb. Von Fircks; род. 10.02.1812, Scheden близ Тальсена, ум. 05.07.1887, Majorenhof).
            - Александра Христиановна Гнедич, замужем за Дмитрием Николаевичем Гнедичем, приходившимся родственником  переводчику «Илиады»  Николаю Ивановичу Гнедичу  и Петру Петровичу Гнедичу — драматургу и переводчику «Гамлета», написавшему также историю искусств. Мемуары Александры Христиановны «Russian Court memoirs 1914 — 1916», напечатанные в Лондоне на английском языке, имели большой успех, она была близка со многими видными деятелями последних лет царствования Николая II. В 1920-е годы ослепшая А.Х.Гнедич жила в Риге,  лишившись всего имущества. Она рассказала, что по мужской линии осталось трое носителей фамилии Верман: Сидней, Генрих и Камилло. Генрих Верман жил возле Дрездена и был женат на единственной дочери поэта Жуковского. Сидней Верман — известный ученый, доктор минералогии.[1].
            - Ольга Христиановна Каменская

          - Анна-Мария (Anna Maria; ум. 1908).
          - Ойген-Адольф (Eugen Adolf).
          - Анна-Александра (Anna Alexandra; род. 1822, ум. 1893).
          - Энгель-Алида (Engel Alida; род. 1823, ум. 1898).
          - Иоганна-Эмилия (Johanna Emilie; род. 04.10.1823 (…1822), Рига, ум. 25.08.1903, там же). Муж (1844): Конрад Рюкер (Conrad Rücker; род. 15.06.1817, Рига, ум. 15.06.1889), сын Иоганна-Антона Рюкера (Johann Anton Rücker; род. 20.06.1785, Гамбург, ум. 10.03.1861, Рига) и Юлианы, урожд. Берхгольц (Juliane, geb. Berchholz; род. 12.11.1791, Рига, ум. 24.07.1890).
          - Доротея-Вильгельмина-Виргиния (Dorothea Wilhemine Virginie; род. 1825, Рига, ум. 1890). Муж (1845): Кристиан-Генрих (III) фон Верман, её кузен.
          - Иоганн-Кристоф 1-й барон фон Верман (27.06/09.07.1859) (Johann Christoph von Wöhrmann, Freiherr von Wöhrmann; род. 1826, ум. ?).
          - Ольга-Генриетта (Olga Henriette; род. 1830, ум. 1890). Муж: граф Александр-Каспар фон Рекс (Alexander Caspar Graf von Rex auf Zehista bei Pirna)
          - трое детей

        - Каролина (Caroline; род. ок. 1784, Рига). Муж: Ганс фон Вердер (Hans von Werder).
        - Иоганн-Фридрих

## Герб

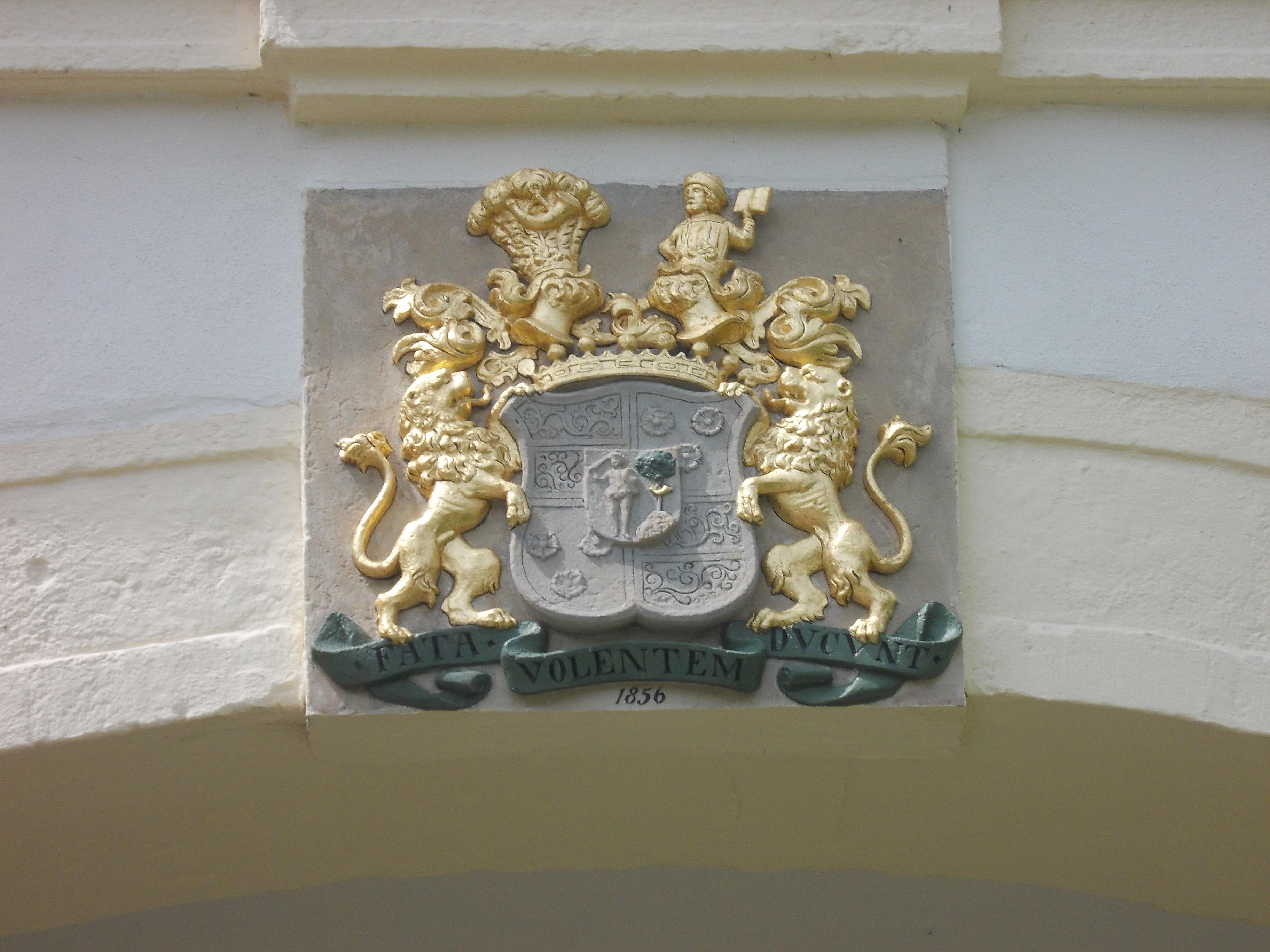
Герб саксонских Верманов

1. Родовой герб: В серебряном щите опоясанный мечом человек, сопровождаемый зелёным деревом, на котором висит охотничий рог.
2. Герб баронский (саксонской ветви): Четверочастный щит. 1. Поле пересечено, вверху серебряное, внизу червлёное. 2 и 3. В чёрном поле три золотых розы с зелёной серединой, 2 и 1. 4. Поле пересечено, вверху червлёное, внизу серебряное. В серебряном щитке обнажённый дикий человек с мечом в правой и овальным щитом в левой руке. Щит увенчан двумя шлемами. В нашлемнике правого на пяти страусовых перьях, из коих первое, третье и пятое серебряные, а второе и четвёртое — зеленые, золотой охотничий рог. В нашлемнике левого возникающий человек в одеянии средневекового горожанина. Намёт: справа червлёно-серебряный, слева чёрно-золотой. Щит покоится на двух чёрных львах. Девиз латынью Fata volentem ducunt.
3. Герба баронов Верман, получивших разрешение на ношение титула в Российской Империи, в Общем Гербовнике нет.